# طبيب شرعي

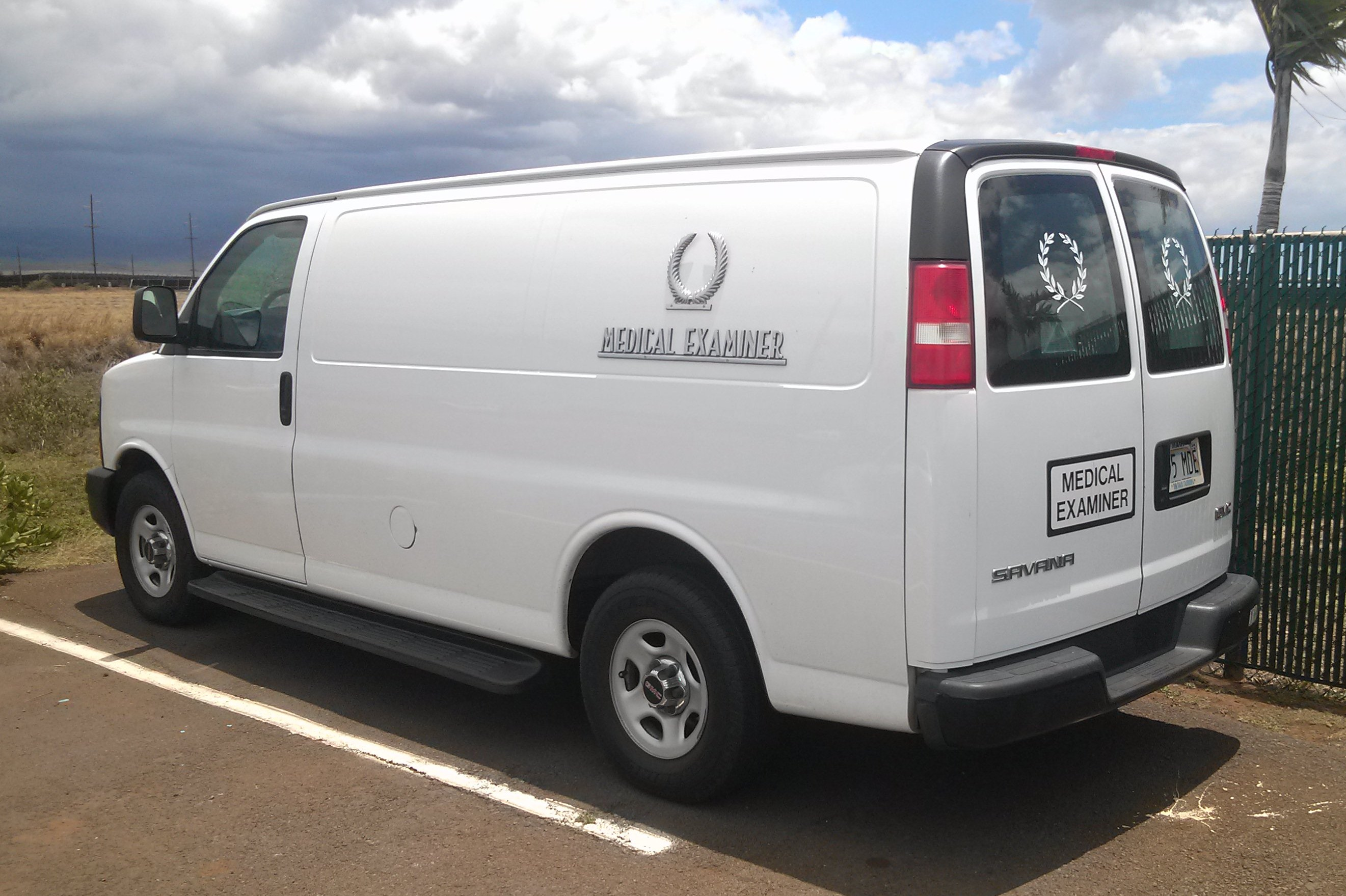
سيارة الطبيب الشرعي

الطبيب الشرعي هو شخص تابع لمنظمة طبية مُدرب على الطب والتحقق في الوفيات والإصابات التي تحدث في ظروف غير عادية أو مشبوهة، لإجراء فحوصات الوفاة أو لبدء التحقيقات. يلعب الطب الشرعي دورًا مختلفًا تمامًا فضلاً عن وجود مسؤوليات مختلفة. 